# Carnoët
Carnoët (en bretó Karnoed) és un municipi francès, situat a la regió de Bretanya, al departament de Costes del Litoral. L'any 2007 tenia 754 habitants.

## Demografia
| 1962                                       | 1968 | 1975 | 1982 | 1990 | 1999 | 2006 |
| ------------------------------------------ | ---- | ---- | ---- | ---- | ---- | ---- |
| 1211                                       | 1350 | 1061 | 840  | 727  | 729  | 751  |
| Des de 1962: població sense dobles comptes |      |      |      |      |      |      |

## Administració
| Període   | Identitat      | Partit |
| --------- | -------------- | ------ |
| 1989-2011 | Rémi Lorinquer | PS     |
| 2011-     | Marie Guéguen  |        |

## Personatges il·lustres
- Taldir Jaffrenou, bard de Bretanya.